# Hades

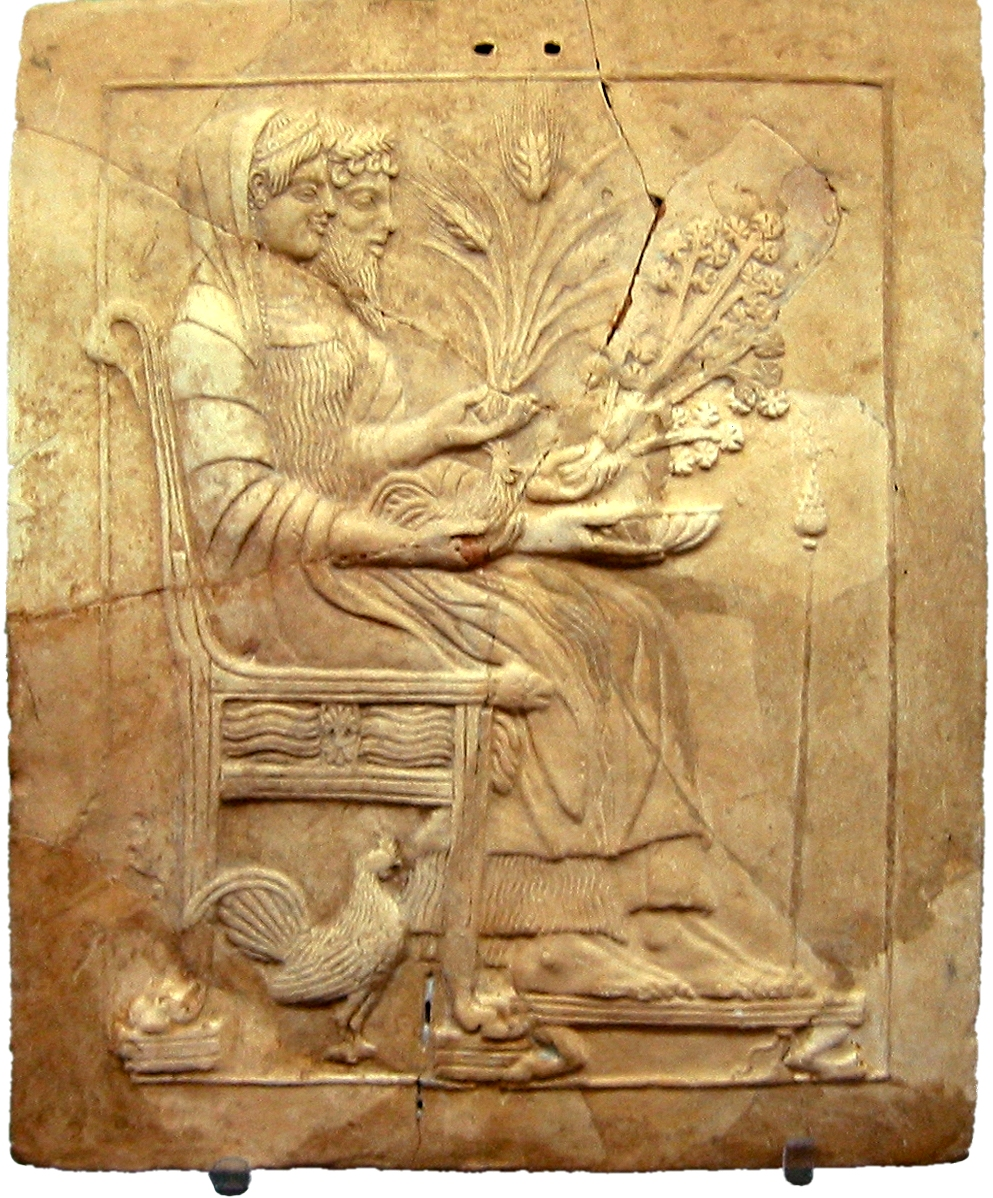
Persefona tronująca z Hadesem w krainie zmarłych (grecki pinaks z Lokrów Epizefyryjskich)

Hades (także Pluton; gr. Ἅιδης/ᾍδης Háidēs, Ἀίδης Áidēs, Ἀΐδης Aḯdēs ‘niewidzialny’; łac. Pluto) – w mitologii greckiej bóg podziemnego świata zmarłych, który następnie również określano tym mianem.
Nazywany również Plutonem (gr. Πλούτων Ploútōn, od πλοῦτος ploûtos – „bogactwo” – w nawiązaniu do niezmierzonych bogactw świata podziemnego), pod tym imieniem występował w mitologii rzymskiej. Nazywano go także Agesandros (Ἀγήσανδρος Agḗsandros – „prowadzący ludzi”).
Hades niekiedy zaliczany jest do grona bogów olimpijskich, mimo że nie uczestniczył w biesiadach olimpijskich. Starożytni Grecy nie uważali Hadesa za siłę zła, w przeciwieństwie do późniejszej koncepcji szatana w chrześcijaństwie. Niewątpliwie był to bóg surowy i budzący strach, ale przy tym bardzo sprawiedliwy. Czczony był w całej Grecji, jednak starano się to robić w trwodze i milczeniu. Zazwyczaj Grecy starali się nie wypowiadać jego imienia, a hołdy składano mu na kolanach (odniesienie do tego, że bóg ten żył w podziemiu), w przeciwieństwie do hołdów składanych na stojąco z wyciągniętymi rękami do bogów olimpijskich.
Świątyń raczej mu nie stawiano – wiadomo o jednej, wzniesionej dla niego przez Elejczyków w podzięce za obronę Pylos przed Heraklesem i kilku przybytkach Plutona. Hades rzadko pojawiał się na Ziemi. Jeżeli już tam przebywał, to zazwyczaj miał na sobie czapkę z psiej skóry, która czyniła go niewidzialnym. Hades był dobrym mężem i bratem. Raczej nie buntował się przeciwko Zeusowi. Częste ataki i próby zdobycia tronu niebios podejmował natomiast Posejdon, który nie mógł pogodzić się z tym, że to jego młodszemu bratu przypadło niebo. W kinematografii pokutuje jednak wizerunek Hadesa jako władcy krnąbrnego i spiskującego przeciwko Zeusowi, co jest dalekie od wyobrażeń starożytnych. Jak już wspomniano, Hades był wiernym mężem – nie miał wielu kochanek, jak to w zwyczaju mieli inni bogowie. Raz tylko zakochał się w nimfie Minte. Gdy Persefona dowiedziała się o tym, zazdrosna zamieniła nimfę w miętę.
Hades był synem tytana Kronosa i tytanidy Rei oraz bratem Zeusa, Posejdona, Demeter, Hestii i Hery. Uprowadził z ziemi Persefonę, córkę Demeter, która później została jego małżonką. Ze związku tego nie zrodziło się żadne potomstwo. Jego atrybutami były berło i klucze, które symbolizowały jego władzę nad światem umarłych, ale jest też pokazywany z rogiem obfitości (który symbolizował władzę nad surowcami) i psią czapką (gr. κυνέη kynéē), darem od cyklopów. Przy boku zawsze miał Cerbera – trójgłowego psa.

## Kraina Hadesa
Nazwa bóstwa została z czasem przeniesiona na jego krainę. Aby się tam dostać, należało przeprawić się przez rzekę Styks. Swą łodzią przewoził przez rzekę ponury Charon. Za tę czynność pobierał od każdej duszy jednego obola – bez monety nie było wstępu do krainy, dlatego Grecy wkładali zmarłym w usta zapłatę dla Charona. Później wejścia pilnował trójgłowy pies Cerber, nieszkodliwy dla przybywających, lecz agresywny dla próbujących się wydostać.
W trybunale krainy zmarłych zasiadali trzej królowie: Minos, Ajakos i Radamantys. Niegdyś sprawiedliwie panowali na ziemi, a po śmierci Zeus ustanowił ich sędziami podziemia. Ważyli błędy i dobre uczynki dusz, i kierowali je tam, gdzie sądzono im pozostać.
W Hadesie oprócz Styksu płynęły jeszcze cztery inne rzeki: Acheron, Kokytos, Flegeton, Lete.
Kraina zmarłych dzieliła się na 3 części: wyjątkowo zasłużeni ludzie żyli odtąd błogo na Polach Elizejskich. Niczym niewyróżniający się szli do Erebu. Ci, którzy narazili się bogom, byli strącani do Tartaru, gdzie cierpieli najczęściej wieczne męki. Katami były Erynie – obłąkane z okrucieństwa demony, niemające miłosierdzia. W Tartarze znaleźli się między innymi:
- Uranos – bóg utożsamiany z Niebem; pozbawiony władzy przez syna – Kronosa
- Syzyf – za nadużywanie gościnności a później oszukiwanie bogów, Syzyf musiał toczyć pod górę wielki głaz, który przed szczytem zawsze wysuwał mu się z rąk i spadał z powrotem na dół. Praca była wieczna i bezsensowna. Stąd określenie „syzyfowa praca” na pracę długą i bezsensowną.
- Tantal – zabił syna i podał jego mięso na uczcie dla bogów. Za okrucieństwo i oszukiwanie bogów został strącony do Tartaru. Stał bez jedzenia i picia naprzeciwko gałęzi z owocami, która zawsze uchylała się, gdy próbował po nie sięgnąć. Woda, w której stał po kolana, uciekała, gdy chciał się jej napić. W dodatku nad głową ciągle chybotała się skała.
- Iksjon – cierpiał męki, będąc przytwierdzonym do wiecznie obracającego się płonącego koła, co było karą za to, że zapałał namiętnością do Hery, żony Zeusa
- Danaidy – zostały przemocą wydane za mąż za swych braci stryjecznych, synów Egyptosa. Na rozkaz ojca wszystkie zabiły swoich mężów w czasie nocy poślubnej, bo wróżka powiedziała: że zięciowie sprowadzą na jego dom nieszczęście. Jedynie Hypermestra nie wykonała ojcowskiego polecenia. Z wyroku Zeusa wszystkie zabójczynie zostały wtrącone do Tartaru, gdzie muszą bez przerwy nosić sitami wodę, by napełniać beczki bez dna.
- Kronos ze swymi braćmi tytanami – przegrali walkę z bogami olimpijskimi (tytanomachia) o władzę nad światem; zostali zakuci w miejsce hekatonchejrów[5][6].

Z Hadesu nikt nie powracał na ziemię, ale tak jak w całej mitologii Greków, istniały wyjątki od reguły. Przykładem jest żona utalentowanego muzycznie Orfeusza, Eurydyka. Gdy zmarła, Orfeusz zszedł do krainy zmarłych, grając na swoim instrumencie. Grał tak pięknie, że wzruszył nawet Erynie, które zaczęły płakać i pozwoliły potępionym na moment wytchnienia. Wzruszeni ich łzami Hades i Persefona (Erynie nigdy przedtem nie płakały) zgodzili się oddać Orfeuszowi żonę pod jednym warunkiem: muzyk będzie szedł przodem, a Eurydykę poprowadzi z tyłu Hermes. Orfeusz miał nie oglądać się za siebie, aż nie wyjdą z Hadesu. Orfeusz nie dotrzymał przyrzeczenia i utracił Eurydykę na zawsze.

## Hades wBiblii
Terminem „hades” oddano hebrajskie określenie szeol w przekładzie Septuaginty. W tym znaczeniu występuje on też w wielu innych późniejszych przekładach biblijnych.